# Coppa del Mondo Under-18 3x3 2019
La Coppa del Mondo Under-18 3x3 2019 si sono svolti a Ulan Bator, in Mongolia, 3 al 7 giugno 2019.

## Risultati
| Evento           | Oro         | Argento       | Bronzo    |
| Torneo maschile  | Stati Uniti | Turchia       | Argentina |
| Torneo femminile | Stati Uniti | Nuova Zelanda | Francia   |

## Medagliere
| Posiz. | Nazione       | Oro | Argento | Bronzo | Totale |
| ------ | ------------- | --- | ------- | ------ | ------ |
| 1      | Stati Uniti   | 2   | 0       | 0      | 2      |
| 2      | Turchia       | 0   | 1       | 0      | 1      |
| 2      | Nuova Zelanda | 0   | 1       | 0      | 1      |
| 4      | Argentina     | 0   | 0       | 1      | 1      |
| 4      | Francia       | 0   | 0       | 1      | 1      |
| Totale | Totale        | 2   | 2       | 2      | 6      |